# خفاش أصفر شمالي
الخفاش الأصفر الشمالي (الاسم العلمي: Lasiurus intermedius) من الخفافيش غير المهاجرة، حيث ينشط على مدار السنة ما عدا أيام الشتاء التي يكون فيها الطقس باردا فوق العادة، فيميل إلى السبات. والخفاش الأصفر الشمالي كغيره من الخفافيش يصنف في مجموعة الثدييات مع قدرته على الطيران. ينتشر بكثرة في سواحل جنوب شرق الولايات المتحدة وشرق تكساس وكوبا وسواحل المكسيك. كما يوجد في دول أمريكا الوسطى كبليز وكوستاريكا والسلفادور وهندوراس وغواتيمالا.

## اقرأ كذلك
- خفاشيات
- خفاش
- خفاش الفاكهة الجامايكي
- خفاش الفاكهة المصري
- خفاش الفاكهة